# Ernest Mabouka
Ernest Mabouka  (* 16. Juni 1988 in Douala als Ernest Olivier Bienvenu Mabouka Massoussi) ist ein kamerunischer Fußballspieler auf der Position eines Abwehrspielers.

## Laufbahn
Mabouka debütierte für MŠK Žilina gegen Tatran Liptovský Mikuláš im Rückspiel des Viertelfinals des slowakischen Pokals 2010-2011.
Mabouka wurde für den Africa Cup of Nations 2017 in die kamerunische Fußballnationalmannschaft berufen. Sein Debüt feierte er am 5. Januar 2017 bei einem 2:0-Sieg in der DR Kongo.

## Erfolge
MŠK Žilina
- Fortuna liga: Gewinner: 2016–17

Kamerun
- Afrika-Cup: Gewinner : 2017[3]